# Farrell
Farrell – jednostka osadnicza w Stanach Zjednoczonych, w stanie Missisipi, w hrabstwie Coahoma.